# Castello della Colombaia
La Colombaia, detta anche Torre Peliade o Castello di mare, è una fortezza medievale, di origini molto antiche, posta su un'isoletta all'estremità occidentale del porto di Trapani. La prima costruzione per motivi militari, viene, infatti, attribuita dallo storico Diodoro Siculo,  intorno al 260 a.c., ad Amilcare Barca durante la prima guerra punica.
La torre è alta 32 metri, composta da quattro piani sovrapposti, con il primo adibito a cisterna, mentre l'ingresso originario si trovava al secondo piano. È uno dei migliori esempi di architettura militare in Sicilia.

## Descrizione
Il castello è dotato di una banchina davanti all'edificio. L'edificio vero e proprio è composto di una torre ottagonale. Oltre un edificio che potrebbe essere definito un posto di guardia vi è una stradina precedentemente pavimentata ora scoperta, che costeggia il fianco destro dell'edificio vero e proprio, nel fianco destro è presente una lapide. La stradina sbocca dietro l'edificio principale, c'è un cortile, e alla fine di tale cortile due cappelle, usate come depositi nella seconda guerra mondiale. Nel fianco sinistro del cortile c'è una seconda banchina pericolante. L'edificio principale è costituito da 4 piani sovrapposti, sono presenti delle finestre ed un balcone murato, è presente anche una scala, semidistrutta e impraticabile. 
Ormai l'isola in cui sorge il castello è completamente abbandonata e l'edificio principale è pericolante, tutte le entrate e le uscite al castello sono state murate, anche l'accesso alle cappelle del cortile è stato limitato poiché codeste cappelle sono anch'esse pericolanti, infine anche la banchina nel fianco sinistro del cortile è pericolante ed in attesa di restauro.

## Storia
Alcune leggende collegano la Colombaia con gli esuli troiani sbarcati a Trapani dopo la caduta della loro città nel XIII secolo a.C., ma non esistono prove di questo fatto. I primi documenti storici fanno invece risalire la fortificazione al tempo della prima guerra punica, ad opera del cartaginese Amilcare Barca. Il nome odierno Colombaia è il calco linguistico del nome dell'isolotto in greco, Peliàdes, Πελειάδες (da πέλεια, colomba, specificamente Columba livia), da cui deriva appunto anche il nome alternativo di torre Peliade.
Nel 249 a.C. si svolse a Trapani un'importante battaglia navale che vide i Romani duramente sconfitti dai Cartaginesi. Due anni più tardi il console romano Numerio Fabio Buteone attaccò e conquistò in una sola notte l'isolotto della Colombaia, uccidendo tutti i suoi occupanti. Dopo la conquista romana la torre cadde in abbandono e fu ridotta a nido di colombe, che erano state usate come comunicazione. Durante quel periodo essa fu probabilmente sede del culto pagano della dea Venere Ericina, della quale le colombe erano animale sacro.
È durante il medioevo che viene costruito il dongione sotto i sovrani della dinastia aragonese, probabilmente intorno al 1280. Divenne una fortificazione durante il regno di Carlo V, per difendere la città dalle incursioni barbaresche. Le ultime trasformazioni le subì nell'XVII secolo su ordine del viceré Don Claudio Lamoraldo, Principe di Ligny. Sul muro esterno della torre si può leggere ancora la lapide fatta affiggere nel 1671 dal Principe. Dismessa la destinazione militare, venne trasformata in prigione dai Borbone, dopo i moti del 1821 e fino al 1860 ospitò i patrioti siciliani del Risorgimento, tra cui Michele Fardella, barone di Mokarta, che fu sindaco di Trapani nel 1861.
Venne impiegata come carcere fino al 1965, quando fu inaugurato il nuovo carcere di Trapani, è poi caduta in stato d'abbandono. Negli anni novanta venne restaurata la torre pericolante, mentre sul resto del castello la soprintendenza regionale dei Beni culturali non poté intervenire perché appartenente al demanio statale.
Nel 2009 fu individuata dal Fondo per l'Ambiente Italiano come Luogo del cuore degli italiani, poiché il monumento in stato di fatiscenza ed abbandono, era privo di interventi di restauro.
Solo il 3 dicembre 2010 il decreto della 'Colombaia' è stato firmato dal Presidente della Repubblica, trasferendo così il bene dallo Stato alla Regione Siciliana, che ne ha annunciato il restauro.

## Galleria d'immagini

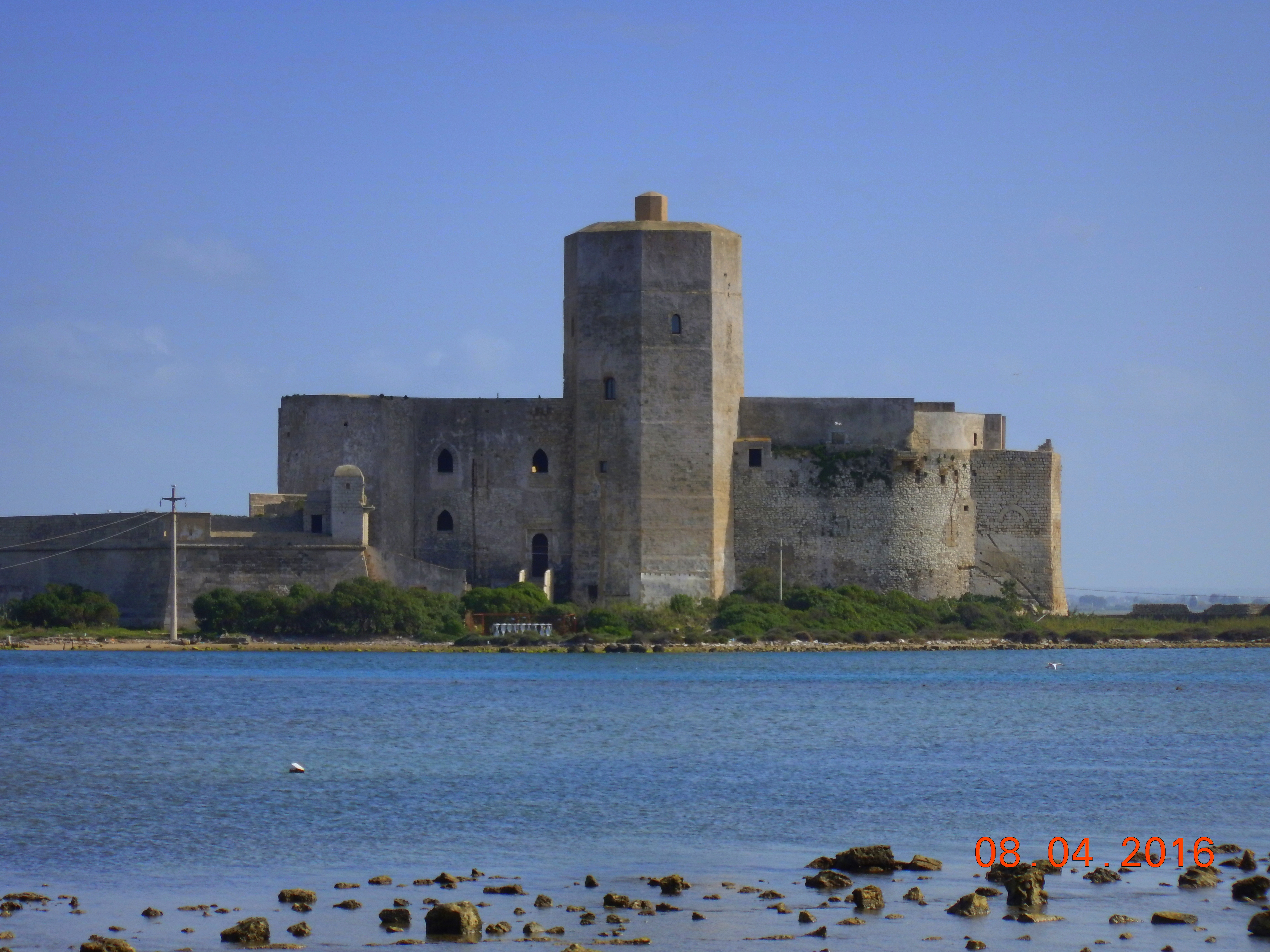
Primo piano del castello
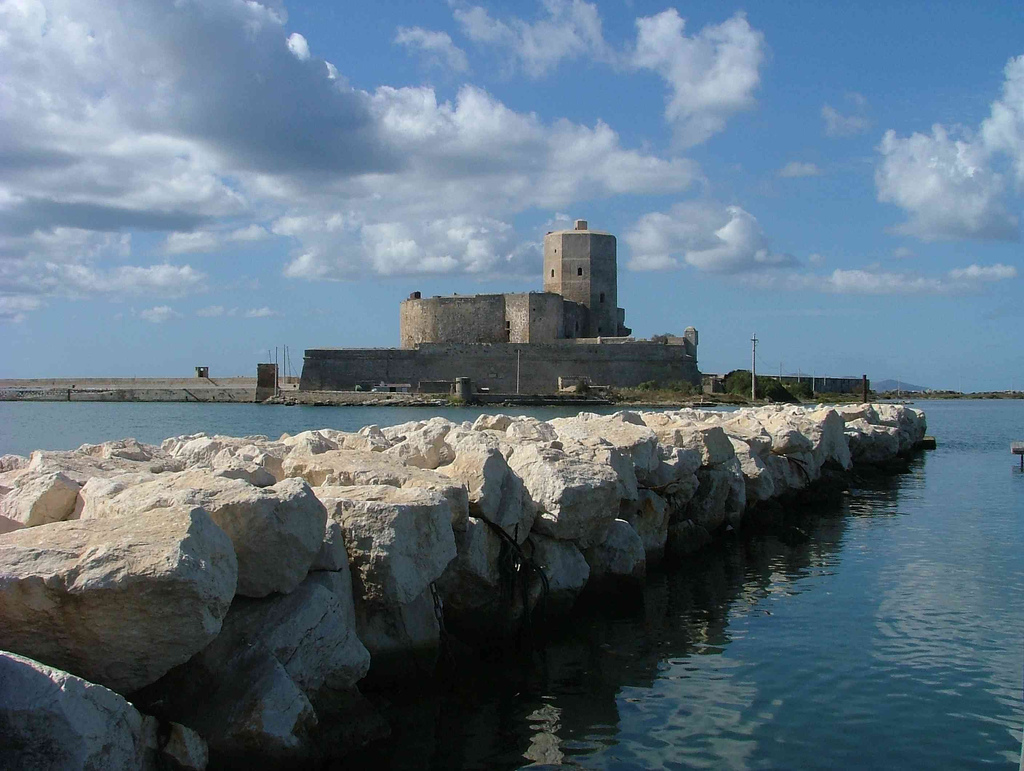
L'antica fortezza vista dal porto
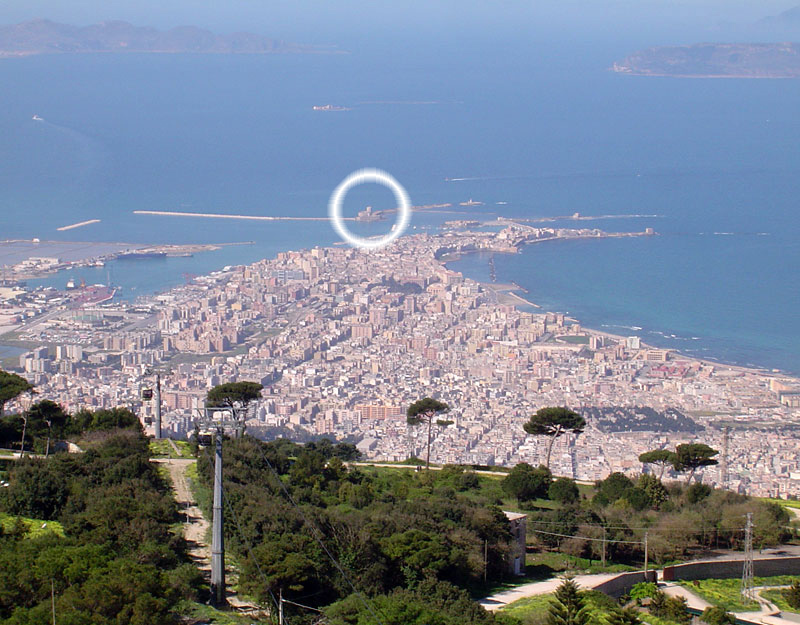
La posizione del castello dal monte Erice.
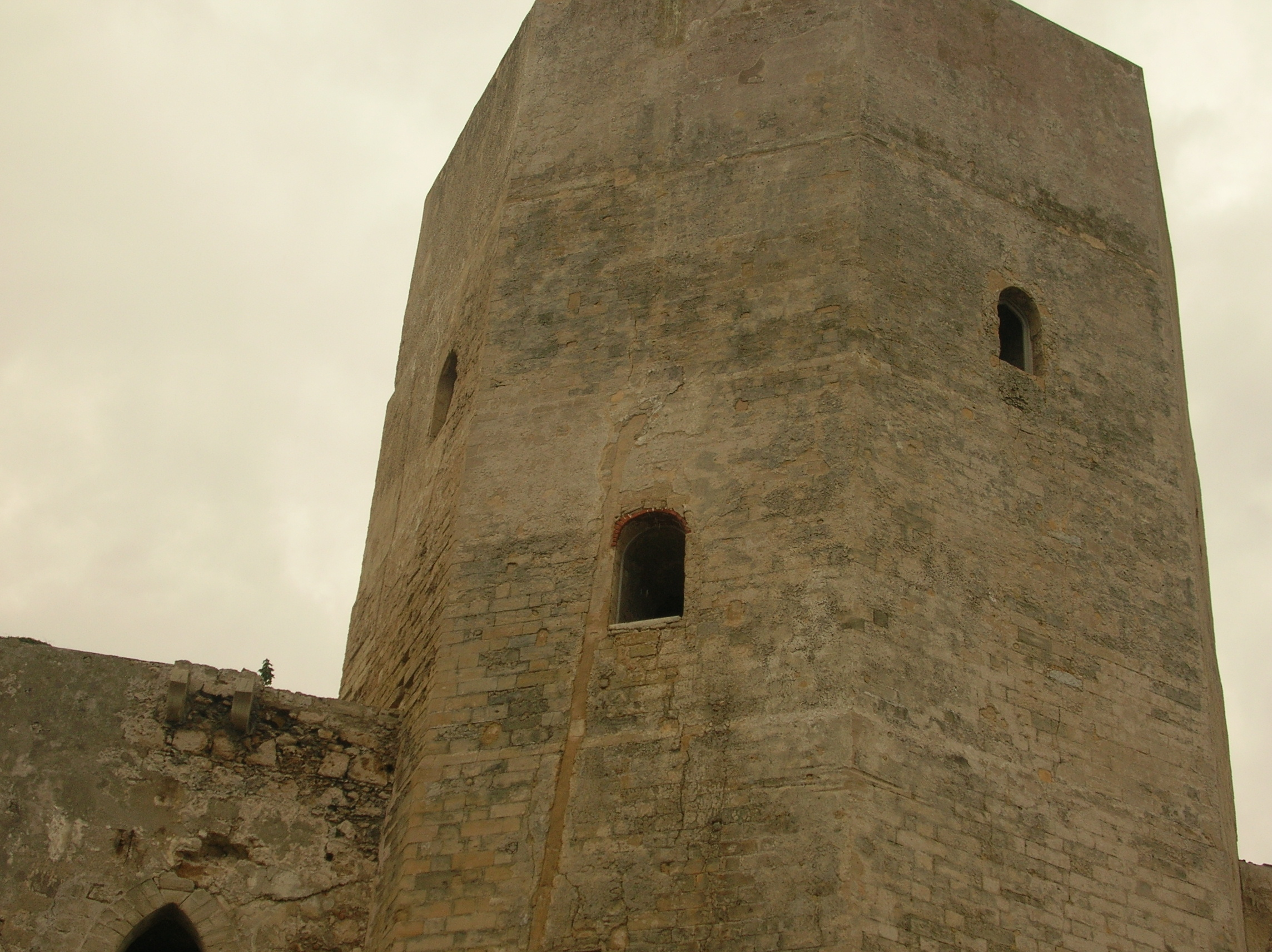
Un particolare della torre principale
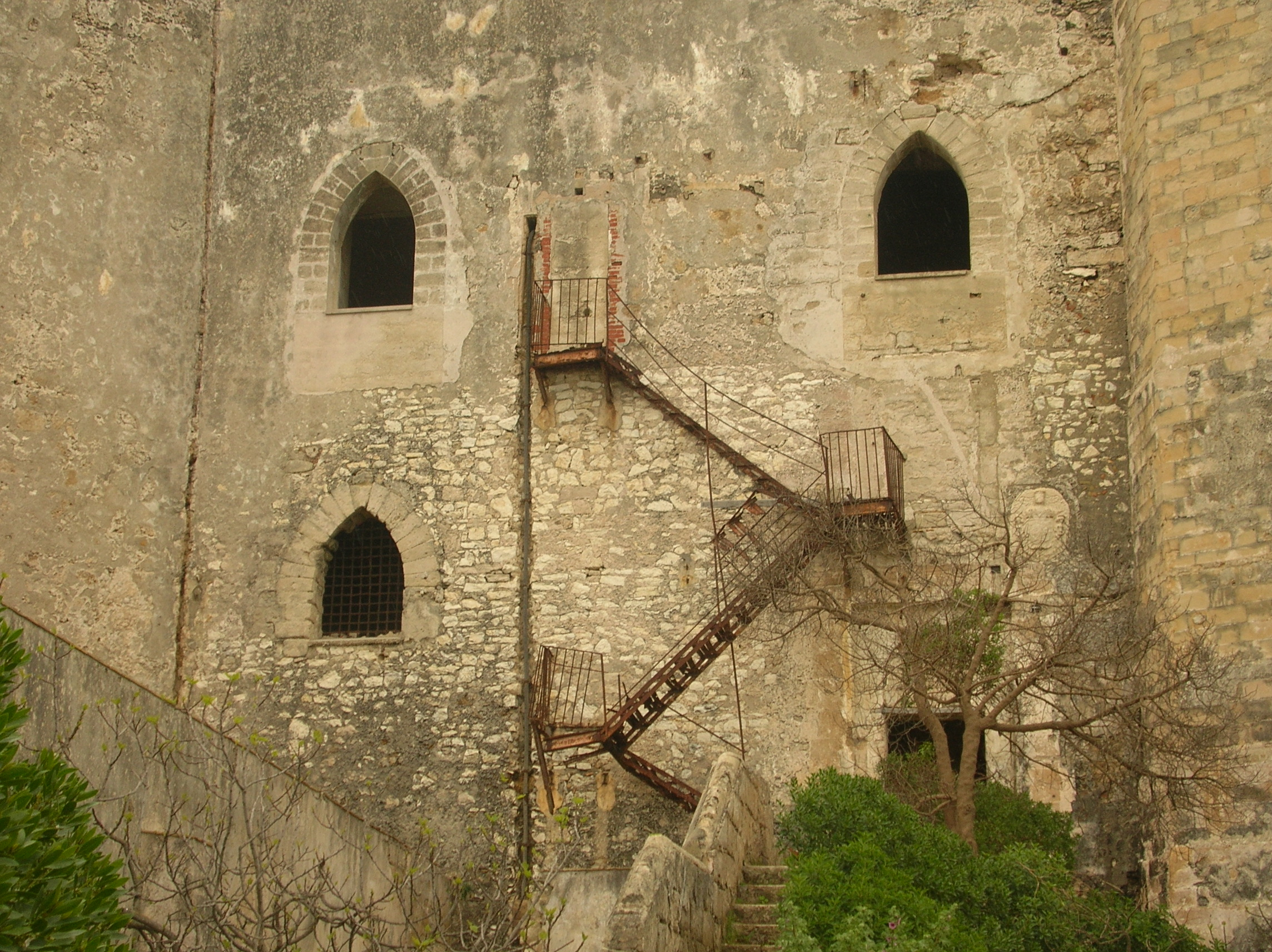
La scala semidistrutta.
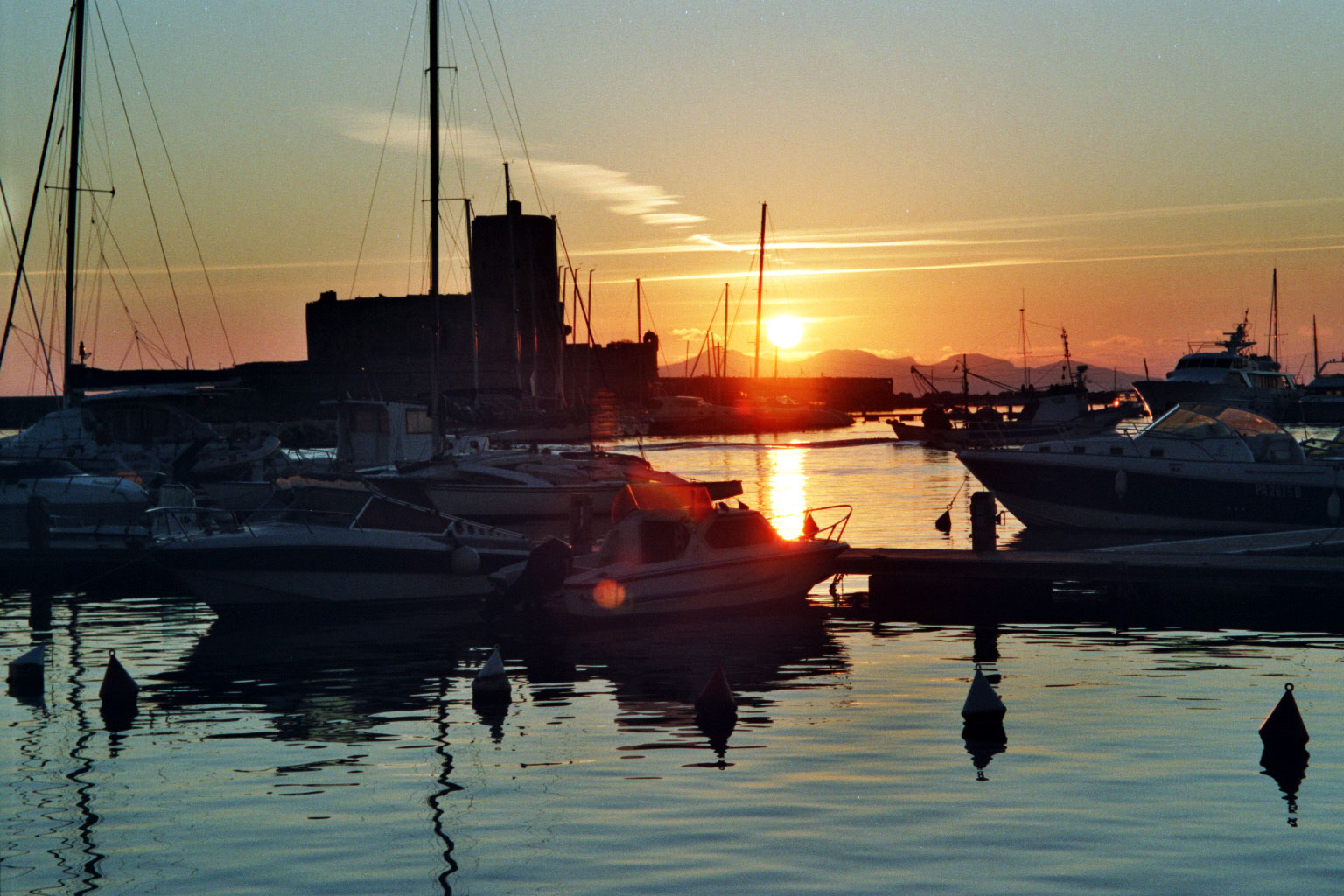
Panorama al tramonto.